# Sébastien Bohler
Sébastien Bohler, (15 de noviembre de 1970, Estrasburgo) es un periodista, columnista, conferenciante y escritor francés. Actualmente es editor en jefe de la revista Cerveau & Psycho, que se dedica a la publicación de investigación académica en campos relacionados con las neurociencias y la psicología.

## Biografía
Sébastien Bohler es ingeniero egresado de la Escuela polytechnique. Además posee un DEA de Farmacología molecular y celular de la universidad Pierre-y-Marie-Curie; su tesis fue desarrollada en el laboratorio de Jean-Pierre Changeux del instituto Pasteur, que se centró en el funcionamiento de los receptores neuronales relacionados con la dependencia de la nicotina.

## Vida profesional

### Actividad en los medios de comunicación
En 2001, ingresó a trabajar como periodista a la revista de divulgación científica Pour la science, donde luego participó en la creación de la revista Cerebro & Psycho en 2002. La revista se centra en las neurociencias y la psicología.
Entre 2004 y 2008, y posteriormente entre 2012 y 2013, colaboró en el sitio web Arrêt sur images, junto con Daniel Schneidermann, sitio web dedicado al análisis y crítica de los medios de comunicación.
En 2008 y 2009, después en 2013 y 2014, es escritor de una crónica en el programa de divulgación científica La Tête au carré de la radioemisora francesa Francia Inter, en conjunto con Mathieu Vidard.
En 2012 fue columnista para el programa de televisión 28 minutes en el canal Arte.

### Conferencista
Sébastien Bohler ha participado en la difusión de los temas de la manipulación mental, el transhumanismo, la fabricación de recuerdos y la evolución del cerebro a través de conferencias en particular en EPSCI París o en el festival Atmospheres en Courbevoie.

## Publicaciones

### Libros
- La Química de Nuestras Emociones, Aubanel Publishing, 2007,ISBN 2700605160
- 150 pequeños experimentos en psicología de los medios, Éditions Dunod, 2008,ISBN 2100512099
- Género y cerebro : y si todo pasara en la cabeza ?, Editorial Aubanel, 2009,ISBN 270060573X
- Bonheur, les émotions comment ça marche ? (en francés). Genève/Paris: Éditions Aubanel. mai 2010. p. 69. ISBN 978-2-7006-0725-3.
- Enfance, les émotions comment ça marche ? (en francés). Genève/Paris: Éditions Aubanel. mai 2010. p. 69. ISBN 978-2-7006-0724-6.
- Amour, Les Émotions, Comment Ça Marche ? (en francés). Genève/Paris: Éditions Aubanel. mai 2010. p. 69. ISBN 978-2-7006-0723-9.
- ¿La televisión daña tu salud? ?, Editorial Dunod, 2010ISBN 2100551663 (Segunda edición del libro " 150 pequeños experimentos en psicología de los medios ")
- Los soldados de oro blanco, Ediciones Odile Jacob, 2011,ISBN 2738127088
- Quand vos gestes parlent pour vous (en francés). Paris: Éditions Dunod. juillet 2012. p. 320. ISBN 978-2-10-055746-2.
- "¿Qué pueden decirnos la psicología y la neurociencia sobre la opinión pública que crean los medios?: ¿Existe la necesidad de una nueva regulación?», En Derecho y Ciencias del Espíritu, Éditions Dalloz, 2012 ISBN 9782247121878
- Neurolandia, Ediciones Robert Laffont, 2015 ISBN 978-2-221-14475-6
- El hombre que odiaba lo bueno, Ediciones Robert Laffont, 2017 ISBN 978-2-221-19216-0
- El insecto humano, Ediciones Robert Laffont, 2019 ISBN 978-2-221-24010-6
- Où est le sens ? (en francés). PARIS: Éditions Robert Laffont. 17 septembre 2020. p. 384. ISBN 978-2-221-24660-3.
- Creación, Éditions Bouquins, 2021 ISBN 978-2-382-92065-7